# Грешница (Кичево)
Грешница (мкд. Грешница) је насеље у Северној Македонији, у западном делу државе. Грешница припада општини Кичево.

## Географија
Насеље Грешница је смештено у западном делу Северне Македоније. Од најближег већег града, Кичева, насеље је удаљено 10 km северно.
Грешница се налази у историјској области Кичевија, око града Кичева. Село се сместило у средишњем делу Кичевског поља, док се на западу издиже планина Бистра. Надморска висина насеља је приближно 710 метара.
Клима у насељу је планинска због знатне надморске висине.

## Историја
Српска народна школа отворена је у том месту на основу добијене царске дозволе од 30. јула 1898. године. Рад је почео у школи 3. септембра исте године, када је свечано отворена. Мутевелија (управитељ) школе био је мештанин Лозан Павловић, а први учитељ Данило поп Ристић из тог места. Године 1899. у њу се уписало 40 ђака, из Грешнице и суседног Суводола. Настава се 1900. године изводила у припремном (забавиште) и два разреда основне школе. Шклску славу Св. Саву прославили су у цркви и школи 1900. године. Чинодејствовао је поп Димитрије Поповић, а након резања славског колача беседио је учитељ Ристић.

## Становништво
Грешница је према последњем попису из 2002. године имала 1.480 становника.
Већинско становништво у насељу чине Албанци (99%).
Претежна вероисповест месног становништва је ислам.